# Tour Pollux

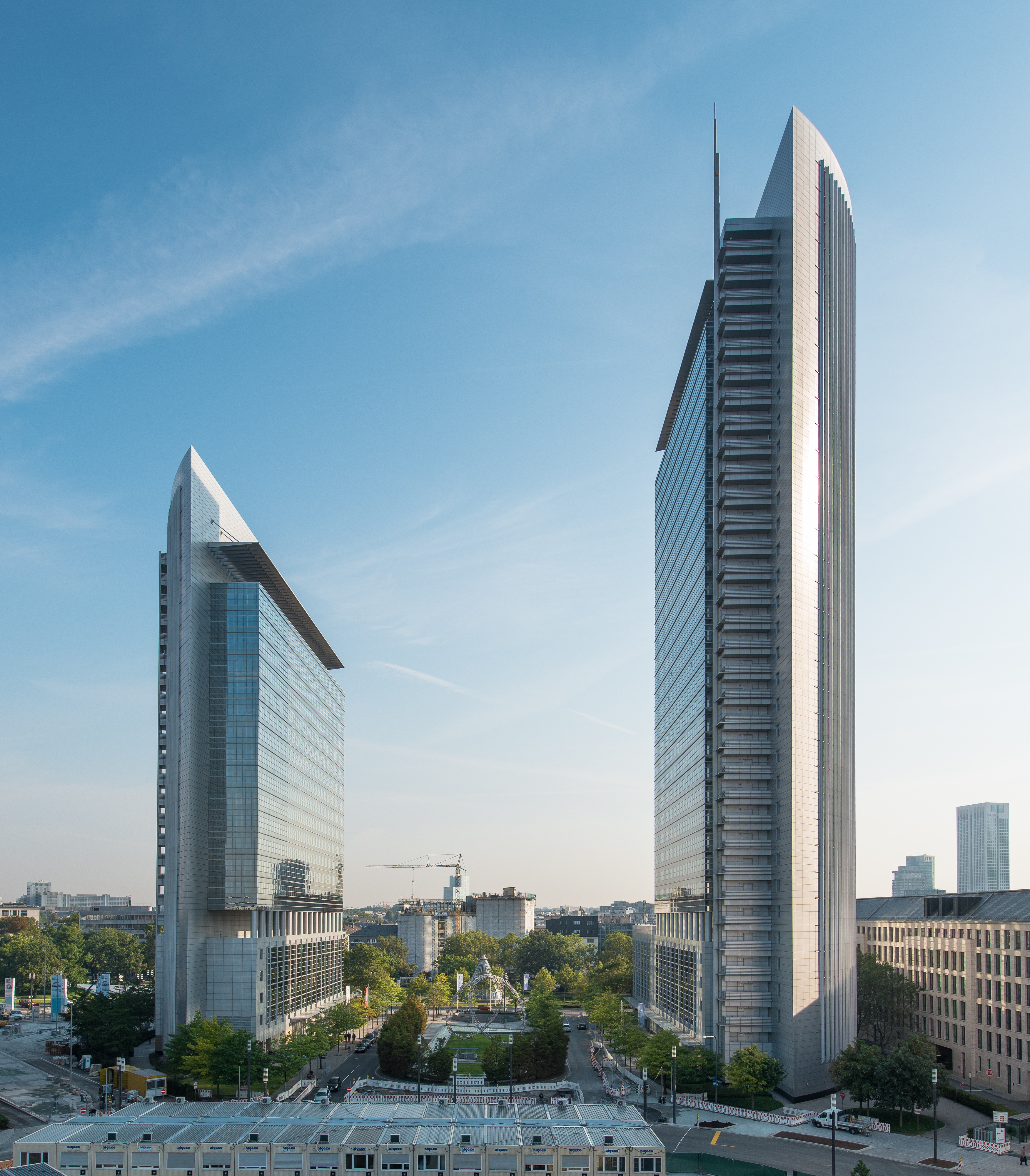
Les tours Kastor (à gauche) et Pollux

La Tour Pollux est un gratte-ciel de la ville de Francfort-sur-le-Main, en Allemagne. 
Elle est la plus haute tour d'un complexe rassemblant en réalité deux bâtiments de grande hauteur, avec la Tour Kastor, haute de 95 m. 
Les gratte-ciel doivent leurs noms aux héros de la mythologie grecque Castor et Pollux. Ils ont été construits en 1997. 
La Tour Pollux est haute de 130 m et comporte 33 étages. La Tour Kastor est haute de 95 m et n'en comporte que 22.